# Alone Again (Naturally)
"Alone Again (Naturally)" es una canción del cantautor irlandés Gilbert O'Sullivan. Fue grabada en 1970 al mismo tiempo que su álbum Back to Front y fue un éxito mundial.
El sencillo pasó seis semanas no consecutivas en el número uno de la lista Hot 100 de Billboard entre finales de julio y principios de septiembre de 1972 en Estados Unidos. Ocupó el puesto número dos en la lista de fin de año (detrás de " The First Time Ever I Saw Your Face " de Roberta Flack) y vendió más de dos millones de copias.
La canción estuvo involucrada en un caso judicial de 1991 que sostuvo que el muestreo de música puede constituir una infracción de derechos de autor.

## Letra
"Alone Again (Naturally)" es una balada melancólica e introspectiva. En el primer verso, el cantante contempla el suicidio después de haber sido dejado "en la estacada en una iglesia". En el segundo, se pregunta si existe un Dios, y finalmente, lamenta la muerte de sus padres. O'Sullivan ha dicho que la canción no es autobiográfica, su madre estaba viva durante su composición y él no había tenido buena relación con su padre, quien fue cruel con su madre y murió cuando el cantante tenía 11 años.

## Recepción
La canción recibió una amplia difusión por radio en los meses posteriores a su lanzamiento y fue elogiada por la crítica. O'Sullivan comentó que " Neil Diamond hizo una versión de 'Alone Again (Naturally)' y dijo que no podía creer que un chico de 21 años la escribiera, pero para mí era solo una canción que había escrito". Neil Sedaka declaró cuando hizo una versión de la canción en 2020 que deseaba haber escrito él mismo la canción, porque su complejidad era más típica de alguien mucho mayor de 21 años.
Curiosamente es de los pocos casos en que una canción occidental forma parte de las aperturas para una serie anime, siendo este caso el segundo opening de Maison Ikkoku de 1986 .

### Posicionamiento en listas
Entre finales de julio y principios de septiembre de 1972 en Estados Unidos, el sencillo pasó seis semanas no consecutivas en el número uno de la lista Hot 100 de Billboard, interrumpido por " Black and White " de Three Dog Night, y ocupó el puesto número 2 en la tabla de fin de año (detrás de " The First Time Ever I Saw Your Face " de Roberta Flack ). Tanto los sencillos de O'Sullivan como los de Flack pasaron seis semanas en el número uno, 11 semanas en el Top Ten, 15 semanas en el Top 40 y 18 semanas en el Hot 100. En una encuesta de fin de década según la cuenta regresiva del programa de radio de Casey Kasem, American Top 40, usando estadísticas de Billboard, "Alone Again (Naturally)" ocupó el quinto lugar, con " You Light Up My Life " de Debby Boone en el número uno. También pasó seis semanas en el número uno de la lista Easy Listening de Billboard . En abril de 1972, "Alone Again" alcanzó el puesto no. 3 en la lista de singles del Reino Unido .

### Listas semanales
| Lista (1972)                        | Posición |
| ----------------------------------- | -------- |
| Australia (KMR)                     | 2        |
| Canadá (RPM Top Singles)            | 1        |
| Canadá (RPM Adult Contemporary)     | 1        |
| Francia (IFOP)                      | 1        |
| Países Bajos (Dutch Top 40)         | 21       |
| Países Bajos (Mega Single Top 100)  | 18       |
| Nueva Zelanda (Listener)            | 2        |
| Estados Unidos (Billboard Hot 100)  | 1        |
| Estados Unidos (Adult Contemporary) | 1        |
| Estados Unidos Cashbox Top 100      | 1        |

### Listas anuales
| Lista (1972)                     | Posición |
| -------------------------------- | -------- |
| Australia                        | 13       |
| Canadá                           | 6        |
| Reino Unido                      | 36       |
| Estados Unidos Billboard Hot 100 | 2        |
| Estados Unidos Cash Box          | 2        |

## Demanda por derechos de autor
Grand Upright Music, Ltd contra Warner Bros. Records Inc. fue un caso de derechos de autor visto en 1991 por el Tribunal de Distrito de los Estados Unidos para el Distrito Sur de Nueva York . El caso enfrentó a O'Sullivan contra Biz Markie después de que el rapero sampleara la canción. El tribunal dictaminó que el muestreo sin permiso puede ser una infracción de derechos de autor. El juicio cambió la industria de la música hip hop, requiriendo que las muestras de música fueran aprobadas previamente por los propietarios originales de los derechos de autor para evitar una demanda.

## Versiones
- Una grabación de Andy Williams fue la canción principal del lanzamiento en Estados Unidos de su álbum de versiones en 1972.
- Nina Simone, la incluiyó como bonus track en la reedición digital de 1988 de su álbum de 1982 Fodder on My Wings . Para la versión de Simone se reescribió la letra haciendo referencia a su problemática relación con su difunto padre.
- El líder de Lazlo Bane, Chad Fischer, de la película animada de 2009 Ice Age: Dawn of the Dinosaurs . La letra reescrita de Fischer explora con humor el deseo de una bellota por la ardilla prehistórica ficticia que una vez la persiguió.
- Diana Krall publicó una versión a dúo con Michael Bublé en su álbum Wallflower de 2015.
- Vulfmon (Jack Stratton, de Vulfpeck ) lanzó una versión, con la voz de Monica Martin y la flauta de Hailey Niswanger, para su álbum de 2022 Here We Go Jack .[21]